# 原日出子
原 日出子（はら ひでこ、1959年〈昭和34年〉11月10日 - ）は、日本の女優、タレント。本名、渡辺 法子（わたなべ のりこ、旧姓：馬籠）。
東京都出身。現在は神奈川県在住。アルファエージェンシー所属。夫は俳優の渡辺裕之（2022年死別）。

## 来歴・人物
東京都武蔵野市吉祥寺で青春時代を過ごす。東京都立久留米西高等学校卒業。日本工学院専門学校中退。
劇団四季の研究生として女優デビュー。1979年には『夕焼けのマイウェイ』で映画に初出演、主演を務める。芸名はこの劇団四季の研究生時代に決まったもので、この『夕焼けのマイウェイ』を制作した『若い根っこの会』会長の加藤日出男から名前をもらって日出子、これに母親の旧姓の原を合わせて、この映画の監督の岡崎明が名付けた。1980年の特捜最前線 第160話「復讐I・悪魔がくれたバリコン爆弾!」のりょう子 役などこの時期、数多くのテレビドラマや映画のオーディションを受けていた。
1980年のポーラテレビ小説『元気です!』の主役を宮崎美子と争う形となったが結果として敗れ、ヒロイン役である宮崎のライバル的な役柄で出演する。1981年にNHKの連続テレビ小説『本日も晴天なり』の主演に抜擢されブレイク。同年に歌手デビューし、『約束』『青いラプソディー』などの曲を発表する。カティ・サークのヌードカレンダーにも出演して話題になった。
1983年、高校時代の同級生と結婚し1女をもうけるが、1987年に離婚。1994年に渡辺裕之と再婚する。のちに1男1女をもうける。2001年に「パートナー・オブ・ザ・イヤー」を受賞。その次女にあたる渡辺との実子はボーカリストをしている。
第3回Yahoo! JAPAN文学賞受賞作を映画化した短編映画『雪の花』にて、渡辺裕之と初めて夫婦役で夫婦共演を果たした。同作は2009年12月13日にテレビ朝日で放映された。
2019年、映画『鈴木家の嘘』で第33回高崎映画祭最優秀主演女優賞を受賞する。
2022年1月14日公開の映画『ポプラン』にて、渡辺裕之と夫婦役での2度目の夫婦共演を果たした。同年5月、夫と死別。

## 出演

### テレビドラマ
- 特捜最前線 第160話「復讐I・悪魔がくれたバリコン爆弾!」（1980年4月30日、テレビ朝日） - りょう子 役
- ポーラテレビ小説「元気です!」（1980年10月6日 - 1981年4月3日、TBS） - 伊野山くみ 役
- 愛のホットライン 第7話「親と子のきずな」（1981年7月23日、フジテレビ）
- 連続テレビ小説（NHK総合）
  - 本日も晴天なり（1981年10月5日 - 1982年4月3日） - 主演・桂木元子 役
  - 天うらら（1998年4月6日 - 10月3日） - 川嶋朝子 役
  - なつぞら（2019年） - 光山なほ子 役[8]
- 笑顔泣き顔ふくれ顔 （1982年4月12日 - 7月26日、フジテレビ） - まゆみ 役
- 火曜サスペンス劇場（日本テレビ）
  - 校内暴力殺人事件 - 狙われた女教師（1982年4月20日） - 主演・森下正子 役
  - 娘よ、父は走る!（1986年1月21日）
  - 傍観者殺人事件（1986年12月9日） - 主演・室井由香 役[9]
  - 津軽海峡・殺しの双曲線（1988年3月15日） - 高岡沙也夏 役
  - 偽りの結婚指輪（1993年6月22日） - 岡部葉子 役
  - 九門法律相談所1「離婚」（1993年11月23日） - 蔦野雅枝 役
  - ぬくもり（2000年9月12日） - 牛塚尚美 役
  - 十二月の花嫁（2002年12月10日） - 柏木道子 役
  - 那須・四季通信（2005年8月16日） - 朝井啓子 役
- おまかせください（1982年10月11日 - 12月20日、フジテレビ） - 松井直美 役
  - おまかせください、オレの女房どの（1983年1月10日 - 3月21日、フジテレビ） - 松井直美 役
- 北方領土返還キャンペーンドラマ「おばあちゃんの帰郷」（1983年3月5日、北海道放送）
- 新鋭ドラマシリーズ「ひとりぼっちのオリンピック」（1983年3月20日、TBS）
- 大河ドラマ（NHK総合）
  - 徳川家康 第15話 - 第16話・第19話（1983年） - 亀姫 役
  - 青天を衝け（2021年） - 吉子（登美宮） 役
- 愛の風、吹く（1985年、TBS）
- 土曜ワイド劇場（テレビ朝日）
  - 牟田刑事官事件ファイル
    - 牟田刑事官事件ファイル6（1987年1月17日） - 林田理恵 役
    - 牟田刑事官事件ファイル11（1989年7月29日） - 山崎昌子 役

  - 京都・大原女の謎（1988年2月27日） - 市村三春 役
  - 探偵・神津恭介の殺人推理10（1990年9月29日） - 南条安奈 役
  - 終着駅シリーズ
    - 終着駅シリーズ1「終列車」（1990年12月8日） - 塩沼弘子 役
    - 終着駅シリーズ34「荒野の証明」（2019年1月27日） - 脇田琴江 役[注 1]
    - 終着駅シリーズ ファイナル「十月のチューリップ」（2022年12月22日） - 前園貴子 役[注 2]

  - 二度狙われる女（1993年7月3日） - 主演・矢代有紀子 役
  - 厄除け商売繁盛殺人事件1（1994年3月26日） - 増尾静江 役
  - 松本清張スペシャル・書道教授（1995年12月2日） - 川上保子 役
  - 新宿ラブストーリー事件簿2（1996年1月20日、朝日放送） - 刈谷恵子 役
  - まじめ警部補とかたやぶり刑事1「エステ美女連続殺人事件!」（1997年2月1日） - 小見山夏子 役
  - 新船長の航海事件日誌（2006年7月4日） - 岸川清見 役
  - 検事・朝日奈耀子11（2011年11月12日） - 矢島久美 役
  - 司法教官・穂高美子4（2015年10月31日） - 緋村みどり 役
- 銭形平次 第13話「春の雪」（1987年4月14日、日本テレビ） - お栄 役
- あぶない刑事 第34話「変身」（1987年5月31日、日本テレビ） - 飯岡早苗 役
- オヨビでない奴! 第10話「赤ずきんちゃん、気をつけて」（1988年1月6日、TBS） - 絵美ちゃんのママ 役
- 長七郎江戸日記（日本テレビ）
  - 第2シリーズ
    - 第7話「はしり雨」（1988年2月23日） - おさわ 役
    - 第34話「一の糸」（1988年12月6日） - お浪 役

  - 第3シリーズ 第11話「傷」（1991年1月8日） - おせん 役
- 暴れん坊将軍III 第22話「二人の新之助」（1988年6月4日、テレビ朝日） - おゆき 役
- 愛無情（1988年7月4日 - 9月30日、東海テレビ・フジテレビ） - 小泉雪子 役
- 裸の大将「園長先生ゴメンなさい」（1988年10月23日、関西テレビ・フジテレビ） - 沙代 役
- さすらい刑事旅情編 第13話「九州縦断特急有明・一億円の女」（1989年1月18日、テレビ朝日）
- 息子よ（1989年、TBS） - 吉岡秋子 役
- 詩城の旅びと（1989年10月9日 - 11月6日、NHK総合） - 山口泰子 役
- 月曜ドラマスペシャル→月曜ミステリー劇場→月曜ゴールデン→月曜名作劇場（TBS）
  - ちょっと古風なメロドラマ（1990年5月14日）
  - 清里高原神隠し（1991年7月22日）
  - 三十六人の乗客（1991年11月11日） - 鳥海由美子 役
  - あにき（1992年5月18日）
  - 僕は家裁調査官（1992年11月2日） - 津田彩子 役
  - ご接待（1992年11月30日）
  - 2時間7分の身代金（1993年7月26日） - 波多宏美 役
  - 刑事ガンさん3「京都祇園祭り殺人事件」（1993年8月16日）
  - 警察庁特別広域捜査官 宮之原警部の愛と追跡（2001年5月28日） - 宮之原真由子 役
  - 森村誠一サスペンスシリーズ - 白井美恵 役
    - 森村誠一サスペンス1「灯」（2001年9月17日）
    - 森村誠一サスペンス2「窓」（2003年1月27日）
    - 森村誠一サスペンス3「路」（2003年7月21日）
    - 森村誠一サスペンス4「街」（2004年7月12日）
    - 森村誠一サスペンス5「音」（2005年5月30日）
    - 森村誠一サスペンス6「唄」（2006年4月24日）
    - 森村誠一サスペンス7「時」（2008年9月15日）

  - 外科医零子3「ハートの時効」（2004年5月24日） - 有光万紀子 役
  - 刑務官・一条信一「消えた模範囚」（2004年10月25日） - 一条靖江 役
  - 夜盗（2005年10月31日） - 金子静江 役
  - 萬屋長兵衛の隅田川事件ファイル1（2008年11月17日） - 8年前の喫茶店の客 役
  - 釣り刑事シリーズ - 滝川沙依→鈴木沙依 役
    - 釣り刑事3（2012年8月27日）
    - 釣り刑事4（2013年9月30日）
    - 釣り刑事5（2014年10月27日）
    - 釣り刑事6（2015年5月18日）
    - 釣り刑事7（2016年8月1日）

  - 新・浅見光彦シリーズ1「漂泊の楽人 越後〜沼津・哀しき殺人者」（2017年10月30日） - 漆原睦子 役
- 月曜・女のサスペンス 列島縦断事件シリーズ「いつの間にか・写し絵」（1991年4月8日、テレビ東京）
- 刑事貴族2 第4話「女弁護士」（1991年5月3日、日本テレビ） - 倉島典子 役
- 前畑がんばれ（1991年、NHK総合）
- ADブギ（1991年、TBS）
- 女ですもん 1～3（1992年、TBS）
- 天使のように生きてみたい（1992年7月3日 - 9月25日、TBS） - 榊玲子 役
- 妊娠ですよ（1994年、関西テレビ・フジテレビ）
- 最高の恋人（1995年4月17日 - 6月26日、テレビ朝日） - 村越千寿子 役
- 若葉のころ（1996年4月12日 - 6月28日、TBS） - 藤木久美子 役
- 3年B組金八先生 第5～7シリーズ（1999年 - 2005年、TBS） - 乾（小椋）英子 役
- 笑ゥせぇるすまん 第5話「5時からCLUB」（1999年、テレビ朝日） - 夕柄季美代 役
- 怒る男・わらう女（1999年9月29日 - 12月15日、NHK総合） - 山口恵子 役
- はなまるマーケット殺人事件（2000年3月10日、TBS） - 原日出子 役（本人）
- Summer Snow（2000年7月7日 - 9月15日、TBS） - 桜井美也子 役
- 内田康夫サスペンス 信濃のコロンボ1～17（テレビ東京、2001年 - 2009年） - 竹村陽子 役
- ホットマン（2003年、TBS）
- こちら本池上署 第3シリーズ 第8回「強盗犯の脅迫」（2004年3月1日、TBS） - 原雪 役
- 天国への応援歌 チアーズ〜チアリーディングに懸けた青春〜（2004年4月3日、日本テレビ） - 保坂由紀代 役[10]
- 水曜ミステリー9（テレビ東京）
  - 下町・おかず横丁殺人事件簿（2005年12月21日） - 主演・早見涼子 役
  - 松本清張没後20年特別企画 事故〜黒い画集〜（2012年12月12日） - 高田育代 役
  - ハガネの警察医1（2015年4月22日） - 小嶋久美子 役
- 上海タイフーン（2008年9月13日 - 10月18日、NHK総合・BSハイビジョン） - 野村君江 役
- まっすぐな男 第9話「俺が守る」（2010年3月9日、関西テレビ・フジテレビ） - 松嶋真砂美 役
- ドラマW（WOWOW）
  - 横山秀夫サスペンス「自伝」（2010年3月28日） - 小山春代 役
  - 人質の朗読会（2014年3月8日） - 高橋聡子 役
- Oh! my PROPOSE（2010年6月、トヨタウエブドラマ）
- いぬのメリー 幸せを運ぶ伝書犬（2011年2月20日 - 5月、BeeTV）
- 屋上のあるアパート[注 3]（2011年3月21日、TBS） - 桂木喜代子 役
- 生まれる。 第7話「私達は家族だから」（2011年6月3日、TBS） - 鳥井春奈 役
- 俺の空 刑事編（テレビ朝日） - 本部敏子 役
  - 第7話「最終章…刑事殺し!! 死体が語るトリック」（2011年12月4日）
  - 第8話「最終章!! 刑事殺し…密室で復讐する女!?」（2011年12月11日）
- ATARU（TBS） - 猪口ゆり子 役
  - CASE 09「幼児虐待!! でもママが好き」（2012年6月10日）
  - CASE 10「父だけが知っていた殺人手法」（2012年6月17日）
  - LAST CASE「さらばチョコザイ!! そして母の死の真相」（2012年6月24日）
- 空飛ぶ広報室 第3話「覚悟のいる結婚…いつも笑顔でいよう」（2013年4月28日、TBS） - 滝川理恵子 役
- Nのために（2014年10月17日 - 12月19日、TBS） - 高野夏恵 役
- 家売るオンナ 第7話「最凶ダメ社員ついに覚醒!? 庭野お見合いへGO!」（2016年8月24日、日本テレビ） - 白洲貴美子 役
- 社長室の冬-巨大新聞社を獲る男-（2017年4月30日 - 5月28日、WOWOW） - 酒井季子 役
- ツバキ文具店 第一話「奇妙なお悔やみ状」（2017年4月14日、NHK総合） - 砂田京子 役
- 越路吹雪物語（2018年1月8日 - 3月30日、テレビ朝日） - 岩谷秋子 役
- 隣の家族は青く見える（フジテレビ） - 東野春枝 役
  - 第4話「母の愛、娘の願い 壊れた絆の架け橋!!」（2018年2月8日）
  - 第9話「最後の手紙…愛する人の待つ場所へ!?」（2018年3月15日）
- 我が家の問題 第3回「初めての里帰りに悩む妻」（2018年2月18日、NHK BSプレミアム） - 佐竹恵子 役
- イノセント・デイズ（2018年3月18日 - 4月22日、WOWOW） - 佐々木朋子 役
- 乱反射（2018年9月22日、テレビ朝日） - 加山路子 役
- リーガルV〜元弁護士・小鳥遊翔子〜 第3話「嘘つきな証言者!? 1億の保険金殺人事件に勝つ!」（2018年10月25日、テレビ朝日） - 蟹江光代 役
- ぬけまいる〜女三人伊勢参り 第6話「幼なじみと焼はまぐりの罠」（2018年12月8日、NHK総合） - お春 役
- ゾンビが来たから人生見つめ直した件（2019年1月19日 - 3月9日、NHK総合） - 増田陽子 役
- 日曜プライム（テレビ朝日）
  - ドラマスペシャル・スイッチ（2020年6月21日） - 星野依子 役
- 盤上のアルファ〜約束の将棋〜（2019年2月3日 - 24日、NHK BSプレミアム） - 天野奈美 役
- 女の機嫌の直し方（2019年3月17日 - 31日、日本テレビ） - 新谷里子 役
- 遺留捜査 スペシャル（2019年10月3日、テレビ朝日） - 杉本宮路 役
- 歪んだ波紋（NHK BSプレミアム） - 山尾静子 役
  - 第2回「職業は記者」（2019年11月10日)
  - 第3回「霧の中」（2019年11月17日）
- トップナイフ-天才脳外科医の条件-（日本テレビ） - 前川純子 役
  - 第7話「顔がわからない恐怖 犯人は誰?」（2020年2月22日）
  - 第8話「左腕が恋人!? 奇妙な略奪愛!」（2020年2月29日）
- 逆転弁護士・水木邦夫〜声なき叫び〜（2020年3月8日、TBS） - 水木信子 役
- リバーサルオーケストラ（2023年1月11日 - 3月15日、日本テレビ） - 高階藍子 役[11]
- 全力で、愛していいかな?（2023年2月3日 - 3月24日、テレビ東京） - 瀬尾八重子 役[注 4]
- きみの継ぐ香りは（2024年11月8日 - 12月27日、TOKYO MX） - 広瀬百合 役[12]
- 全領域異常解決室 第6話「神VS神 全面戦争! ここですべてがつながった」（2024年11月13日、フジテレビ） - 八代路子 役[13]
- クジャクのダンス、誰が見た?（2025年1月24日 - 3月28日、TBS） - 木村夏美 役[14]
- あなたを奪ったその日から（2025年4月21日 - 6月30日、関西テレビ・フジテレビ） - 小石川雪子 役[15][16]

### 映画
- 夕焼けのマイウェイ（1979年） - 主演
- とりたての輝き（1981年） - 茂子 役
- 涙橋（1983年） - リカ 役
- ションベンライダー（1983年） - アラレ 役
- 国士無双（1986年） - お初 役
- …これから物語 〜少年たちのブルース〜（1988年） - 島朋子 役
- バカヤロー!3 へんな奴ら第一話「こんな混んでどうするの」（1990年） - 吉村美栄子 役
- 日本一短い「母」への手紙（1995年） - 坂田光子 役
- スーパーの女（1996年） - パートさん 役
- Shall we ダンス?（1996年） - 杉山昌子 役
- 学校II（1996年） - 久保文枝 役
- ズッコケ三人組 怪盗X物語（1998年） - 八谷よね 役
- かわいいひと 「EPISODE III」（1998年） ※ビデオ題「ポッキー坂恋物語 かわいいひと」
- オサムの朝（1999年） - 朋子 役
- 風を見た少年（2000年） - マーゴ 役[17]
- 黄昏流星群 同窓会星団（2002年） - 小倉美智子 役
- ホ・ギ・ラ・ラ（2002年） - ユキ 役
- ホーム・スイートホーム2（2003年） - 村上和歌子 役
- 69 sixty nine（2004年） - ケンの母 役
- 君はまだ、無名だった。（2005年）
- あなたを忘れない（2007年）
- ブラブラバンバン（2008年）
- 三本木農業高校、馬術部（2008年）
- ネコナデ（2008年）
- ぼくのおばあちゃん（2008年）
- 雪の花（2009年） - 主人公・妻 役
- 育子からの手紙（2010年） - 主人公・喜美子 役
- シュアリー・サムデイ（2010年）
- 僕たちのプレイボール（2010年） - 岡島民子 役
- トマトのしずく（2010年）
- 劇場版 ATARU THE FIRST LOVE & THE LAST KILL（2013年） - 猪口ゆり子 役
- 怒り（2016年） - 藤田貴子 役[18]
- リップヴァンウィンクルの花嫁（2016年） - 鶴岡カヤ子 役
- 生きる街（2018年） - 池上晴子 役
- 鈴木家の嘘（2018年） - 鈴木悠子 役
- 劇場版 ウルトラマンR/B セレクト！絆のクリスタル（2019年） - 戸井幸江 役
- うちの執事が言うことには（2019年） - 雪倉叶絵 役
- 女の機嫌の直し方（2019年） - 新谷里子 役
- 一度死んでみた（2020年） - 掃除のおばさん 役
- 生きちゃった（2020年） - 杉田美幸 役
- 夏、至るころ（2020年） - 古賀春子 役
- 樹海村（2021年） - 天沢唯子 役
- ポプラン（2022年）[19] - 田上真知子 役
- 余命10年（2022年） - 高林百合子 役[20]
- 有り、触れた、未来（2023年） -  安田朋絵 役[21]
- 月（2023年）[22]
- 隣人X 疑惑の彼女（2023年） - 柏木麻美 役[23]
- 大いなる不在（2024年）[24]
- 徒花-ADABANA-（2024年）[25]
- あるいは、ユートピア（2024年）[26]
- 正体（2024年）[27]
- 少年と犬（2025年）[28]

### バラエティ・情報番組
- はなまるマーケット（1996年10月 - 2003年9月、TBS） - 月・水曜日レギュラー
- おもしろ博士クイズ（1982年 - 1983年、日本テレビ） - マドンナ博士として不定期出演。
- クイズダービー（TBS）

5枠ゲスト解答者として何度か出演している。1988年10月には竹下景子の産休代役として2週間4枠を務め、4勝4敗・3勝5敗で合計7勝9敗、正答率.438という好成績を残している。
- クイズ地球まるかじり（1991年 - 1994年、テレビ東京）
- 35歳（NHK総合） - キャスター
- 絶品!地球まるかじり（2000年10月 - 2001年9月、テレビ東京） - レギュラー
- 関口宏の東京フレンドパークⅡ（2001年1月29日、TBS） - ゲスト 渡辺裕之と来園したが、金貨は4枚に終わった。参加競技はウォールクラッシュ、ンゴボコ、ネヴァーワイプアウト、クイズ!ボディ&ブレイン、ハイパーホッケー。
- 連想ゲーム 復刻版（2003年3月、NHK総合） - 紅組のキャプテンを務めた。
- たけしの日本教育白書（2005年 - 2009年、フジテレビ） - ゲストパネラー
- 趣味悠々 はじめよう!社交ダンス（2008年、NHK教育、全12回）
- おしゃれ工房（2009年4月 - 2010年3月、NHK教育） - 司会
- 知りたがり!（2010年4月 - 2012年3月、フジテレビ）
- おでかけ日和（2013年、フジテレビ） - おでかけファミリー（レギュラー）
- 原日出子の京さんぽ（KBS京都）

### 舞台
- ら・ら・ら（2012年、シアターサンモール2015年、三越劇場）
- この子たちの夏 1945・ヒロシマ ナガサキ（2011年 - 、世田谷パブリックシアター）

### 吹き替え
- 点子ちゃんとアントン（エリー・ガスト）

### CM
- デンコードー
- 小林製薬「命の母」「キズドライ」「ブルーレットおくだけ」「フェミニーナ軟膏S」「キムコ」
- ホーユー
- オハヨー乳業（新聞・雑誌媒体のCMのみ）
- 郵政省 年賀状案内（1981年）
- 東鳩 チョコレーブ（1982年）
- 花王 ニュービーズ（1986年）
- ニチイ学館「アイリスケアセンター」（2000年 - ）
- 竹本油脂「太白胡麻油」（2000年 - ）
- ケイエスビー（2000年 - ）
- アデランス「シフォレ」（2003年）
- 三菱東京フィナンシャル・グループ「アズユーライク」（2004年 - ）
- ザ・ゴールド（2008年）
- ネスレ キットカット（2010年） - 母
- ゆうちょ銀行 ゆうちょ家族（2010年 - ） - 緑川日出子
- 家族葬のファミーユ（2010年 - ） - イメージキャラクター（スチールのみ）
- 三幸製菓 三幸劇場〜エピソード2〜（2011年） - 三幸幸子
- 江崎グリコ「ZEPPIN」(2016年 - ） ※夫・渡辺裕之と共演
- あじかん「焙煎ごぼう茶プレミアムブレンドごぼうのおかげ」（2019年 - ）
- 日本製紙クレシア ポイズ 肌ケアパッド超スリム（2021年）

### 配信ドラマ
- HLOWER SHOP DIARY 第2話・第3話（2009年11月、レコチョク・music.jp・dwango.jp、ユニバーサルJFilm） - 美和子 役
- Hulu U35クリエイターズ・チャレンジ「宇宙人ともだち」（2023年4月配信予定、Hulu） - 野口和代 役[29]
- いぬのメリー 幸せを運ぶ伝書犬（2011年2月20日、BeeTV） - ハッピー愛育園の園長・篠田 役

## ディスコグラフィー

### シングル
| 発売日        | レーベル | 品番      | 面 | タイトル             | 作詞       | 作曲     | 編曲     | 備考                                   |
| ------------- | -------- | --------- | -- | -------------------- | ---------- | -------- | -------- | -------------------------------------- |
| 1980年3月21日 | CANYON   | C-171     | A  | 夕焼けのマイ・ウェイ | 加藤日出男 | 山崎泉   | 山崎泉   | 映画「夕焼けのマイ・ウェイ」主題歌。   |
| 1980年3月21日 | CANYON   | C-171     | B  | 9月のある日、友だち  | 加藤日出男 | 山崎泉   | 山崎泉   | 映画「夕焼けのマイ・ウェイ」主題歌。   |
| 1981年11月1日 | 東芝EMI  | ETP-17235 | A  | 約束                 | 松本隆     | 筒美京平 | 筒美京平 |                                        |
| 1981年11月1日 | 東芝EMI  | ETP-17235 | B  | 青い手紙             | 松本隆     | 筒美京平 | 筒美京平 |                                        |
| 1982年5月21日 | 東芝EMI  | ETP-17347 | A  | 青いラプソディー     | 松本隆     | 筒美京平 | 大谷和夫 | コーラス・アレンジ＆コーラス：鈴木康博 |
| 1982年5月21日 | 東芝EMI  | ETP-17347 | B  | 無風都市             | 松本隆     | 筒美京平 | 大谷和夫 |                                        |